# Olizy-sur-Chiers
 Olizy-sur-Chiers  es una población y comuna francesa, en la región de Lorena, departamento de Mosa, en el Distrito de Verdún y cantón de Stenay.

## Demografía
| 269 | 296 | 278 | 226 | 204 | 179 |
| Para los censos de 1962 a 1999 la población legal corresponde a la población sin duplicidades (Fuente: INSEE [Consultar]) |     |     |     |     |     |